# The Chronic
The Chronic är rapparen och producenten Dr. Dres första album i eget namn, utgivet 1992 som första albumet på Suge Knights skivbolag Death Row Records.
Skivan blev en enorm framgång och introducerade g-funk, som kännetecknas av samplingar från gamla funkinspelningar, långsamma melodiska basgångar och vinande synthesizerljud. Liksom i fallet med Dr. Dres tidigare projekt N.W.A. är vanliga teman våld och sexism samt negativa kommentarer kring Dres tidigare samarbetspartner Eazy-E.
Albumet blev som bäst trea på Billboard 200.

## Låtlista
1. "The Chronic (Intro)" - 1:58
2. "Fuck Wit Dre Day (And Everybody's Celebratin')" - 4:52
3. "Let Me Ride"     	 4:21
4. "The Day the Niggaz Took Over" - 4:33
5. "Nuthin' but a "G" Thang" - 3:58
6. "Deeez Nuuuts" - 5:06
7. "Lil' Ghetto Boy" - 5:29
8. "A Nigga Witta Gun" - 3:53
9. "Rat-Tat-Tat-Tat" - 3:49
10. "The $20 Sack Pyramid" - 2:53
11. "Lyrical Gangbang" - 4:05
12. "High Powered" - 2:44
13. "The Doctor's Office" - 1:04
14. "Stranded on Death Row" - 4:47
15. "The Roach (The Chronic Outro)" - 4:37
16. "Bitches Ain't Shit" - 4:48